# Delicatessen (film)
Delicatessen is een Franse zwarte komedie-fantasyfilm uit 1991, geregisseerd door Marc Caro en Jean-Pierre Jeunet. De film werd genomineerd voor de BAFTA Award voor beste niet-Engelstalige film en heeft twaalf andere filmprijzen gewonnen.

## Verhaal
In een post-apocalyptische wereld leeft een groot deel van de mensheid onder erbarmelijke omstandigheden. Anarchie heerst op straat, veel woningen zijn vervuilde krotten en voedsel is schaars. De mensen eten alles wat ze kunnen vinden, zelfs slakken uit de rioolleidingen.
De film speelt zich af in een kleine Franse gemeenschap, waar slager Clapet (Jean-Claude Dreyfus) centraal staat. Hij is tevens huisbaas van zijn klanten. Geld heeft geen waarde meer. Mensen die bij hem aankloppen voor een zeldzaam stukje vlees betalen met granen of, in het geval van Mademoiselle Plusse (Karin Viard), met seks.
Het is bij de gemeenschap bekend dat Clapet ook mensenvlees verkoopt. Hoewel zijn handelswaar voornamelijk afkomstig is van buitenstaanders, dient het als een waarschuwing aan zijn huurders om op tijd hun rekeningen te betalen, anders betalen ze met hun leven. Desondanks verkiezen de mensen deze situatie boven de omstandigheden buiten de gemeenschap. Samen staan ze sterk, terwijl buiten iedereen voor zichzelf moet zorgen.
Clapet heeft een advertentie in de krant geplaatst waarin hij iemand zoekt voor kleine onderhoudswerkzaamheden in ruil voor kost en inwoning. De hele gemeenschap weet dat dit eigenlijk betekent dat hij op zoek is naar een nieuw slachtoffer om te verwerken tot vlees. Circusartiest Louison (Dominique Pinon) reageert op de advertentie en wordt aangenomen, hoewel Clapet hem te mager vindt. Tijdens de periode waarin Louison moet 'rijpen' voor de slacht, wordt Clapets dochter Julie (Marie-Laure Dougnac) verliefd op hem. Louison is vriendelijk en beleefd, verrast haar regelmatig en samen spelen ze muziek, waarbij Julie cello speelt en hij de zingende zaag hanteert. Julie wil niet dat haar vader hem iets aandoet, maar Clapet geeft geen krimp. Ze probeert Louison herhaaldelijk te waarschuwen, maar haar boodschap komt niet over. Daarom besluit ze naar de 'Troglodieten' te gaan en hen te smeken om Louison te redden. De Troglodieten zijn een groep fanatieke vegetariërs die ondergronds leven. Ze hebben interesse in Clapets voorraad granen en besluiten in het geheim Louison uit het dorp te ontvoeren. Aan de andere kant wil de gemeenschap niet dat hun potentieel maaltje aan hen ontsnapt.

## Rolverdeling
| Acteur              | Personage          |
| ------------------- | ------------------ |
| Pascal Benezech     | Eerste slachtoffer |
| Dominique Pinon     | Louison            |
| Marie-Laure Dougnac | Julie Clapet       |
| Jean-Claude Dreyfus | Clapet             |
| Karin Viard         | Mej. Plusse        |
| Ticky Holgado       | Marcel Tapioca     |
| Anne-Marie Pisani   | Mevrouw Tapioca    |
| Boban Janevski      | Rémi Tapioca       |
| Mikael Todde        | Lucien Tapioca     |
| Edith Ker           | Grootmoeder        |

## Prijzen en nominaties
- 1993 - BAFTA Award
  - Genomineerd: Beste niet-Engelstalige film
- 1992 - César
  - Gewonnen: Beste montage (Hervé Schneid)
  - Gewonnen: Beste debuutfilm
  - Gewonnen: Beste decor (Carp & Kjakovic)
  - Gewonnen: Beste script (Gilles Adrien)
  - Genomineerd: Beste mannelijke bijrol (Jean-Claude Dreyfus)
  - Genomineerd: Meest belovende actrice (Marie-Laure Dougnac)
  - Genomineerd: Beste cinematograaf (Darius Khondji)
  - Genomineerd: Beste kostuums (Valérie Pozzo di Borgo)
  - Genomineerd: Beste filmmuziek (Carlos D'Alessio)
  - Genomineerd: Beste geluid (Arnardi & Thiault)
- 1991 - European Film Award
  - Gewonnen: Beste productie
  - Genomineerd: Beste jonge film